# Les Yveteaux
Les Yveteaux település Franciaországban, Orne megyében. Lakosainak száma 100 fő (2022. január 1.). Les Yveteaux Montreuil-au-Houlme, La Lande-de-Lougé, Saint-Hilaire-de-Briouze és Putanges-le-Lac községekkel határos.

## Népesség
A település népességének változása:
| Lakosok száma | 103  | 102  | 105  | 103  | 105  | 106  | 104  | 102  | 100  |
|               | 2013 | 2015 | 2016 | 2017 | 2018 | 2019 | 2020 | 2021 | 2022 |